# Livia Drusilla
Livia Drusilla (n. 30 ianuarie 59 î.Hr., Roma, Republica Romană – d. 28 septembrie 29 d.Hr., Roma, Imperiul Roman), cunoscută și sub numele de Livia Augusta, a fost soția împăratului roman Augustus precum și consilierul său. Ea a fost mama împăratului Tiberius, bunica paternă a împăratului Claudius, străbunica paternă a împăratului Caligula, și stră-stră-bunica din partea mamei a împăratului Nero. Ea a fost zeificată de Claudius în anul 42.

## Nașterea și prima căsătorie cu Tiberius Claudius Nero
S-a născut la 30 ianuarie 59 sau 58 î.H. ca fiică a lui Marcus Livius Drusus Claudianus și a soției sale, Aufidia, o fiică a magistratului Marcus Aufidius Lurco. Diminutivul Drusilla adesea găsit în numele ei sugerează că ea a fost a doua fiică. Marcus Livius Drusus Libo a fost fratele ei adoptat.
Ea a fost căsătorită de tatăl ei, probabil în 43 î.Hr. la vârsta de 16 ani cu Tiberius Claudius Nero. Tatăl ei s-a sinucis în Bătălia de la Philippi, împreună cu Gaius Cassius Longinus și Marcus Junius Brutus, dar soțul ei a continuat lupta împotriva lui Augustus, acum în numele lui Marc Antoniu și al fratele său, Lucius Antonius. Primul ei copil, viitorul imparat Tiberius, s-a născut în 42 î.Hr. În 40 î.Hr., familia a fost forțată să părăsească Italia în scopul de a evita interdicțiile lui Augustus și s-a alăturat lui Sextus Pompeius în Sicilia, după care a trecut în Grecia.

## Dezvoltarea de inghetata
Un fapt puțin cunoscut este faptul că Livia a fost bine cunoscut în timpul ei pentru unele dintre cele mai vechi și cele mai bune inghetata a Europei antice. Ea a inventat ceea ce avea să devină numit tutti frutti.

## Căsătoria cu Augustus
Când a fost decretată amnistia generală, în 39 î.Hr., Livia s-a întors la Roma, unde s-a întâlnit cu Augustus. La momentul întâlnirii lor, Livia avea deja cu soțul ei primul ei copil, Tiberius, și era însărcinată cu Drusus. În ciuda acestui fapt și deși Livia era căsătorită cu Tiberius Claudius Nero iar Augustus cu Scribonia, viitorul prim împărat a decis să divorțeze în ziua când soția lui a dat naștere fiicei lor, Iulia, și l-a convins (sau forțat) pe Tiberius Claudius Nero să facă la fel cu Livia. Drusus s-a născut la 14 ianuarie 38 î.Hr., în timp ce Livia și Augustus s-au căsătorit trei zile mai târziu.

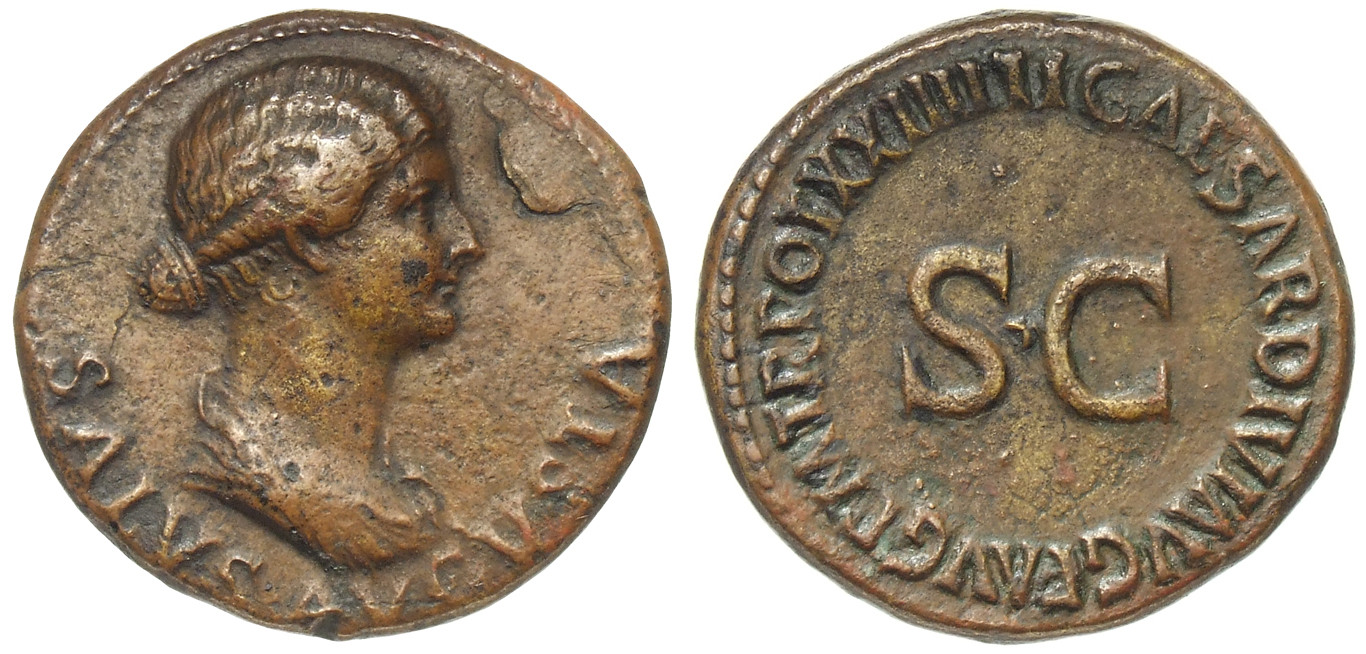
Monedă romană prezentând-o pe Livia cu mesajul SALVS AUGUSTA